# Liste Kärntner Adelsgeschlechter
Die Liste der Adelsgeschlechter von Kärnten enthält die Adelsfamilien aus Kärnten, ungefähr das heutige Bundesland Kärnten. Die Liste enthält jene Geschlechter, die den Adelsstand in Kärnten erhielten oder in die Kärntner Landstände aufgenommen wurden. Beziehungen und Überschneidungen bestanden nach Salzburg, (Ost)Tirol und die Steiermark. Die Abgrenzung zum Krainer Adel ist unscharf, da diese Länder jahrhundertelang gemeinsam verwaltet wurden (siehe Innerösterreich, das Zentrum der Verwaltung lag zeitweise in Graz). Zudem bildete Kärnten die Grenze nach Süden und war Sprachgrenze zum Italienischen und Slowenischen Sprachraum.
siehe Geschichte Kärntens
Große Teile gehörten Stiften und Klöstern, wie dem Stift Gurk, dem Erzbistum Salzburg oder Bamberg. Diese brachten ihre Ministeriale nach Kärnten und ebenso traten Kärntner Familien in den Dienst der Bischöfe. Erst 1649 wurde der Kärntner Besitz des Erzbistums Bamberg voll der landesfürstlichen Hoheit unterworfen. Seit 1335 waren die Habsburger die Landesherren.
Die Liste ist eine alphabetische Übersicht über Kärntner Geschlechter. Sie enthält Hinweise über Namensvarianten, Stand bzw. höchster Adelsrang, Zeitpunkt der Nobilitierung, Herkunft und Verbreitung. Weiters den Stammsitz bzw. wichtige Sitze in Kärnten, bekannte Persönlichkeiten (mit Artikel) und das Wappen des Geschlechtes.
Diese Liste wurde anhand des Wappenbuchs des Kärntner Adels von Siebmacher erstellt, ergänzt mit Geschlechtern, zu denen es Artikel gibt (mit *). Zu dem Thema gibt es wenig Übersichtsliteratur. Es gibt aber Lücken bei ausgestorbenen Adelsgeschlechtern und jene Familien, die als Protestanten auswandern mussten (nach Deutschland, Ungarn) und anderswo weiter bestanden.

## A
| Name                      | Stand, Titel, Zeitraum | Stammsitz/Ursprung Gebiet                                                                                                 | Persönlichkeiten Anmerkungen                                                                  | Wappen |
|                           |                        | |                                                                                               |        |
| Abele von Lilienberg      | Frh; 1547–1900?        | Breisgauer Familie, 1547 Reichsadel für Jobst Aubele; 1647 Ritter, 1665 alter Ritterstand, 1673 Freiherrn; 1666 Landstand | Matthias Abele von und zu Lilienberg, Christoph Ignaz Abele                                   |        |
| Aichenegg                 | Ri; 1677–heute?        | die Brüder Aicher mit „von Aichenegg“ nobil.                                                                              | Jacob Aicher von Aichenegg                                                                    |        |
| Aichelburg                | Gf; 1500?–heute?       | Ruine Aichelburg, urspr. Viertaler, 1627 Frh, 1655 Reichsfreiherrn, 1787 Grafen                                           | Leopold von Aichelburg-Labia                                                                  |        |
| Alber von Glanstätten     | Frh, 1851–heute        | nobilitierte Beamte, 1851 Reichsritter, 22.09.1888 österr. Freiherren                                                     | die Alber von Abersberg aus Salzburg und jene Alber in Tirol dürften nicht stammverwandt sein |        |
| Ankershofen               | Frh 1754–?             | Lorenz Hoffer 1754 nobil. mit von Ankershofen, 1775 Ritter, 1783 Frh; 1775 Landstand                                      | Gottlieb von Ankershofen                                                                      |        |
| Altenfels siehe Jabornegg |                        | |                                                                                               |        |
| Arco-Zinneberg            | Gf; 1124–heute         | altes ital. Geschlecht, mehrere Linien                                                                                    | Maximilian von Arco-Zinneberg                                                                 |        |
|                           |                        | |                                                                                               |        |

## B
| Name                            | Stand, Titel, Zeitraum | Stammsitz/Ursprung Gebiet                                                                         | Persönlichkeiten Anmerkungen                    | Wappen |
|                                 |                        |                                                                                                   |                                                 |        |
| Babenhausen siehe Fugger        |                        |                                                                                                   |                                                 |        |
| Benedict von Mautenau           | 1873–?                 | nobil. Beamte, 1873 Edler von Mautenau                                                            | Joseph Benedict von Mautenau                    |        |
| Benedikt                        | 1815– ?                | nobil. Beamte, 1815 Edler von                                                                     | Johann Nepomuk Benedikt, Landrat in Kärnten     |        |
| Bitterl von Tessenberg          | Ri; 1791–?             | Tiroler Familie; 1791 und 1814 nobil., 1856 Ritter, 1870 Edler von                                | Joseph Johann und Franz Bitter                  |        |
| Blumenau Hönig von Blumenau     | 1714–?                 | urspr. Hönnig, 1714 ungar. Adel mit „von Blumenau“, Militärs in Ungarn, nach 1800 auch in Kärnten | Johann Hönig von Blumenau                       |        |
| Blumfeld Florentin von Blumfeld | Ri; 173?–?             | angeblich aus Florenz, Florentin, 1768 Edler von Blumfeld                                         | Ferdinand Wolf Florentin von Blumfeld           |        |
| Bogner von Steinburg            | Ri; 1792–?             | 1792 nobil. , 1805 erbländ. Ritter                                                                | Joseph Bogner Ritter von Steinburg              |        |
| Braunecker                      | Frh 1551?-?            | aus Deutschland, 1551 Wappenbrief, um 1790 ungar. Adel, 1802 Frh                                  | dieses Wappen?                                  |        |
| Burger                          | Frh; 1850–?            | Deutsche Familie, 1850 Ritter, 1854 Frh                                                           | Friedrich Moritz von Burger                     |        |
| Buseck                          | Frh; 12. Jh–?          | hessischer Uradel                                                                                 | Oskar Frh von Buseck, Hadnerhof bei oberen Gurk |        |
| Buzzi                           | Ri; 1829–?             | 1829 Ritter; 1835 Landstand                                                                       | Andreas von Buzzi                               |        |
|                                 |                        |                                                                                                   |                                                 |        |

## C
| Name                                               | Stand, Titel, Zeitraum | Stammsitz/Ursprung Gebiet                                                                                      | Persönlichkeiten Anmerkungen                                                | Wappen |
|                                                    |                        | |                                                                             |        |
| Cannal                                             | Frh; 1640–heute?       | Villacher Bürger, 1640 Adel, 1672 mit „auf Ehrenberg“, 1809 Frh                                                | es gibt auch Kanall und andere Canal in Italien und Böhmen / dieses wappen? |        |
| Chorinsky                                          | Gf; 1360–heute         | altes mähr. Geschlecht, 1710 böhm. Frh, 1761 Grafen                                                            |                                                                             |        |
| Christallnigg Christalnigg von und zu Gillitzstein | Gf; 1575– heute?       | Ruine Gillitzstein, reiche Gewerke und Handelsherrn, 1575 Reichsritter, 1708 Frh, 1721 Grafen; 1651 Landstand  | Michael Balthasar von Christalnigg                                          |        |
| Cnobloch                                           | 1838–?                 | Schloss Portendorf, 1838 sachsen-altenbg. Frh; nicht verwandt mit versch. Knobloch/Knoblauch                   | Karl von Cnobloch                                                           |        |
| Cobenzl *                                          | Gf; 13. Jh–1810        | Kärntner Uradel, gingen dann nach Böhmen, 1563 Adel bestätigt, 1588 Frh, 1674 Grafen.                          | Johann Cobenzl (Diplomat)                                                   |        |
| Comelli                                            | 1514?/1660–?           | aus Gradisca, 1514 geadelt?, etliche Soldaten, 1660 Adel bestätigt mit „von Stuckenfeldt“                      |                                                                             |        |
| Coreth                                             | Gf; 12. Jh–heute       | Schloss Pichlhofen??/ altes ital.-Tirol. Geschlecht, 1555 Ritterbestät., 1698 Frh, 1760 Grafen; mehrere Linien | Nikolaus von Coreth († 1591), Bischof von Triest, Botho Coreth              |        |
|                                                    |                        | |                                                                             |        |

## D
| Name                       | Stand, Titel, Zeitraum | Stammsitz/Ursprung Gebiet | Persönlichkeiten Anmerkungen                                           | Wappen |
|                            |                        | |                                                                        |        |
| Dickmann von Secherau      | Frh; ~1600–1680/90?    | angebl. aus Holland van Dykmann; 1787 Edler, 1788 Ritter, 1847 Freiherr; 1832 Landstand                                                                       | Eugen Dickmann von Secherau                                            |        |
| Dietrich                   | 1789–?                 | 1789 Edle von, 1792 Ritter | Ludwig Dietrich; es gibt noch etliche adelige Dietrich                 |        |
| Dietrichstein              | Fü; 1320?–1864         | Burg Dietrichstein, Kärntner Uradel, mehrere Häuser, das zweite Haus beginnt um 1300; 1514 Frh, 1600/1612 Grafen, 1624 Reichsfürsten; auch in Böhmen ansässig | Pankraz von Dietrichstein, Moritz von Dietrichstein                    |        |
| Dollhopf von Tachau        | 1480–?                 | Johann Tollkopf, Sterndeuter von Mathias Corvinus nobil! dann in Tachau und Kärnten ansässig                                                                  | Heinrich von Dollhopf , Bürgermst von Villach                          |        |
| Dücker Dückher von Hasslau | Frh, Gf; 13. Jh–(1923) | aus Westfalen, dann im Baltikum (1711 schwedische Frh und 1719 Grafen); salzbg.-bayer. Linie 1671 Reichsfreiherrn                                             | Franz Fritz von Dücker, Franz Dückher von Hasslau erwarb Schloss Winkl |        |
|                            |                        | |                                                                        |        |

## E
| Name                               | Stand, Titel, Zeitraum | Stammsitz/Ursprung Gebiet                                                              | Persönlichkeiten Anmerkungen                                                      | Wappen |
|                                    |                        |                                                                                        |                                                                                   |        |
| Edlmann                            | Ri; 1872–heute?        | 1872 Ritter                                                                            | Ernst von Edlmann                                                                 |        |
| Eggarten Eggartner von Kollhof     | 1719–?                 | Kremser Bürger, 1676 Wappenbrief, 1719 Ritter; 1733 Landstand                          | mehrere weitere Egartner (zu Rosenau, zu Ranten) auch steier. sind nicht verwandt |        |
| Egger                              | Gf; 1750?–?            | reiche Gewerken, um 1750 Adelstand, 1760 Frh, 1785 Grafen; 1751 Landstand              | Maximilian Thaddäus von Egger                                                     |        |
| Egger von Möllwald                 | Ri; 1873/74–?          | Gelehrter und Lehrer von Kronprinz Rudolf, 1873 oder 74 nobilitiert mit „von Möllwald“ | Alois von Egger-Möllwald, Schwiegervater von Albin Egger-Lienz                    |        |
| Ehrenreich                         | ?                      | niederöst. Geschlecht                                                                  | die Krainer Ehrenreich sind anderen Stammes?                                      |        |
| Ehrenwerth Gangl von Ehrenwerth    | Ri; 1709–?             | nobil. Beamte; 1709 Reichsritter mit „von Ehrenwerth“                                  | Schloss Ehrenbichl                                                                |        |
| Ehrenfeld siehe Fräss              |                        |                                                                                        |                                                                                   |        |
| Emperger                           | 1767–?                 | nobil. Beamte; 1767 Adel mit „Edler von“                                               | Benedict Alphons von Emperger                                                     |        |
| Eppensteiner * Herzoge von Kärnten | Hz; ~900–1122          | Burg Eppenstein, Bayer. Uradel;                                                        | Adalbero von Eppenstein Heinrich III. (Kärnten)                                   |        |
|                                    |                        |                                                                                        |                                                                                   |        |

## F
| Name                         | Stand, Titel, Zeitraum | Stammsitz/Ursprung Gebiet                                                                 | Persönlichkeiten Anmerkungen                                                             | Wappen |
|                              |                        |                                                                                           |                                                                                          |        |
| Findenigg von Töwer          | Ri; 1612–?             | Burg Geiersberg (damals verfallen), 1612 Adel „von Däber“; 1638 Landstand                 |                                                                                          |        |
| Fladung                      | 1780–?                 | nobil. Beamte; 1780 öst. Adel, kurz Besitz in Kärnten                                     | Irene von Fladung?, mehrere weitere Fladung (in Würzburg und Hessen) sind nicht verwandt |        |
| Foregger zu Greiffenthurn    | Ri?; 1629–?            | um 1620 Wappenbrief/Adelstand?, 1629 Reichsadel                                           | Richard von Foregger                                                                     |        |
| Fradeneck Frad von Fradeneck | Ri; 1772–?             | nobil. Industrielle, 1772 nobilitiert mit „von Fradeneck“, 1814 Ritter und Landstand      | Landespräsident von Fradenegg                                                            |        |
| Fräss Edler von Ehrfeld      | 1793–?                 | 1793 Edler von Ehrfeld                                                                    | Josef Fräß-Ehrfeld                                                                       |        |
| Frauendorff                  | ?                      | aus Bayern                                                                                | Joseph von Frauendorff                                                                   |        |
| Frey                         |                        |                                                                                           | August Frey, Landtagsabgeordneter                                                        |        |
| Friedel                      | Ri; 1862–?             | nobil. Soldat; 1862 Ritter                                                                | Johann Friedel                                                                           |        |
| Frintropp siehe La Motte     |                        |                                                                                           |                                                                                          |        |
| Fröhlich von Salionze        |                        | nobil. Soldat; 1851 Frh                                                                   | Johannes Fröhlich von Salionze                                                           |        |
| Fromiller von Waidenberg     | Frh, 16. Jh?–?         | Burgruine Weidenburg; 1532? geadelt, 1630 Adelsbestätigung mit „von Waidenberg“, 1705 Frh | Christoph Fronmüller                                                                     |        |
| Fugger-Babenhausen           | Gf, Fü; 1530–?         | Schloss Tanzenberg ?; Zweig der Fugger von der Lilie                                      | Karl Georg Fugger von Babenhausen                                                        |        |
|                              |                        |                                                                                           |                                                                                          |        |

## G
| Name                                | Stand, Titel, Zeitraum | Stammsitz/Ursprung Gebiet | Persönlichkeiten Anmerkungen                                                                  | Wappen |
|                                     |                        | |                                                                                               |        |
| Gallenstein Thaurer von Gallenstein | 1796–?                 | aus Bayern, 1628 Wappen, 1796 Ritter; 1804 Landstand                                                                              | Thaddäus Thaurer von Gallenstein Johann Thaurer von Gallenstein                               |        |
| Gamsnegg siehe Jabornegg            |                        | |                                                                                               |        |
| Gapp von Tamerburg                  | Ri; 1649–              | 1625 Wappenbrief, 1649 Ritter mit „von Tamerburg“                                                                                 | Tammerburg in Lienz??                                                                         |        |
| Glaunach zu Kazenstain              | 1270?–?                | Schloss Emmersdorf 1692 päpstl. Orden lateran Pfalzgraf, 1693 Adel mit zu Kazenstain; 1768 Landstand                              | Johann Ulrich Glaunacher übernahm das Kazenstainer Wappen?                                    |        |
| Goëss, Goess                        | Gf; 1530–heute         | Schloss Karlsberg, aus Portugal, 1530 Adel, 1632 Frh, 1693 Grafen; 1694 Landstand                                                 | Johann Anton von Goëss, Zeno Vinzenz von Goëss                                                |        |
| Golling                             | 1808–?                 | 1808 ungar. Adel, | Schloss Wolfsberg ??                                                                          |        |
| Graben von Stein, Von Graben *      | Ri; 12. Jh–1781        | Schloss Stein, stammen von den Görzer Grafen aus der Dynastie der Meinhardiner ab, mehrere Linien in den österreichischen Ländern | Christof David von Graben zum Stein, Burg Sommeregg; die Orsini-Rosenberg sind selben Stammes |        |
| Grebmer                             | ; 1575–?               | Tiroler Geschlecht, 1575 Adel; ?? Landstand                                                                                       |                                                                                               |        |
| Gröller                             | Ri; 1776–?             | von den Thurgauer Kröll abstammend?; 1738 Wappenbrief, 1776 Ritter, 1780 Landstand                                                | Schloss Ehrental, mehrere Militärs                                                            |        |
| Grössing                            | 1708–?                 | 1708 Adel; 1717 Landstand | Johann von Grössing, Wolfgang Anton von Grössing                                              |        |
| Grottenegg Grotta von Grottenegg    | Gf; 1596–?             | Kraiger Schlösser, aus Italien, 1596 Adel, 1630 Frh, 1715 Grafen; 1608 Landstand                                                  |                                                                                               |        |
|                                     |                        | |                                                                                               |        |

## H
| Name                                 | Stand, Titel, Zeitraum | Stammsitz/Ursprung Gebiet                                                                                | Persönlichkeiten Anmerkungen                                    | Wappen               |
|                                      |                        | |                                                                 |                      |
| Hallegg Hallecker*                   | um 1200–um 1860?       | Schloss Hallegg altes Kärntner Geschlecht, 1765 Frh, emigrierten als Protestanten                        | Jörg von Hallegg                                                |                      |
| Harbach siehe                        | 1796–?                 | aus Bayern, 1628 Wappen, 1796 Ritter; 1804 Landstand                                                     | Thaddäus Thaurer von Gallenstein Johann Thaurer von Gallenstein |                      |
| Hassenmüller von Ortenstein          | Ri; 1815–              | nobil. Soldat, 1815 Adel mit „von Ortenstein“, 1835 Ritter                                               |                                                                 |                      |
| Hauer                                | Ri; 1751–?             | 1751 Adel, 1761 Ritter, 1814 Frh; 1812 Landstand                                                         | Joseph von Hauer Anton FML, Franz govern galizien               |                      |
| Hausser                              | Frh; 1803–?            | aus dem Schwarzwald, 1803 Frh                                                                            | Mathias Hausser, Oberst / Wappen 2 schwäne                      |                      |
| Hausser                              | Frh; 1850–?            | aus Kärnten, 1850 Frh                                                                                    | Heinrich Hausser General, Paul Hauser Wappen lilie              |                      |
| Heiss                                | 1560–?                 | Leonhard Heyss 1532 Wappenbrief, 1560 Adel                                                               |                                                                 |                      |
| Henckel von Donnersmarck Henkel      | Gf; 1593–heute         | aus der Zips, 1575 Adel; 1615 Frh, 1651 Grafen; 1847 Landstand                                           | Lazarus I. Henckel von Donnersmarck                             |                      |
| Henneberg                            | Ri; 1738–?             | nobil. Beamte; 1738 Ritter mit Edler von                                                                 | nicht verwandt mit Grafen Henneberg                             |                      |
| Herbert Herwerts                     | Frh; 1715–?            | aus Westfalen; 1715 Adel, 1767 Frh; 1750 Landstand                                                       | Johann Michael von Herbert, Franz Paul von Herbert              | zwei türme, 1 fichte |
| Heunburg Grafen von Heunburg         | um 1050–1322           | Haimburg unklarer Herkunft,                                                                              | Ulrich II. (Heunburg)                                           | keines?              |
| Hibler von Lebmannsport              | Frh; 1642–heute?       | Tiroler Geschlecht, 1624 Wappen, 1642 Adel mit zu Lebmannsport , 1808 bayer. Adel, 1821 erbländ. Bestät. | Leo von Hibler                                                  |                      |
| Hieber                               | 1819–?                 | nobil. Arzt, 1819 Adel mit Edler von                                                                     |                                                                 |                      |
| Himmelberg                           | Frh; 11. Jh?–19. Jh?   | Schloss Himmelau, Kärntner Uradel, 1685 Frh                                                              | Burg(ruine) Himmelberg, Schloss Wolfsberg; Familie ist verarmt  |                      |
| Herren von Hollenburg Hollenburger * | Hr, Mi; 1125?–1246     | Burg Hollenburg, Kärntner Geschlecht, 1246 erloschen                                                     | Liutold von Admont                                              |                      |
| Hueber                               | Frh; ?–1713            | aus Salzburg, 1668 Ritterlehen Radl/Mallenthein gekauft                                                  | Schloss Drasing                                                 |                      |
|                                      |                        | |                                                                 |                      |

## J
| Name                                   | Stand, Titel, Zeitraum | Stammsitz/Ursprung Gebiet | Persönlichkeiten Anmerkungen | Wappen |
|                                        |                        | | |        |
| Jabornegg von Altenfels                | 1787–?                 | Industrielle; 1787 Adel mit von Altenfels                                                                                         | eines Stammes mit Jabornegg Gambsnegg? |        |
| Jabornegg zu Gambsnegg                 | Frh; ~1575–?           | aus Südostkärnten; um 1575 als adelig angesehen mit von Gambsneck, manche als Protestanten ausgewandert, 1667 Frh; 1603 Landstand | |        |
| Jacomini                               | Ri; 1624?–?            | um 1580 Wappen, 1624 Wappenbesserung und Adel?, 1766 Adel mit Edler von, 1792 Ritter                                              | Kaspar Andreas von Jacomini, in Stmk, Kärnten und Görz                                                                                               |        |
| Jäger                                  | ; 1599–?               | Tiroler Geschlecht; 1599 Ritter                                                                                                   | |        |
| Jagemann zu Hardegsen und Göttingen    | 1590–?                 | Thüring. Uradel?, 1590 Ritter; dann bürgerlich in Kärnten ansässig                                                                | Johann von Jagemann |        |
| Jauritsch von Herzfeldt                | Ri; 1691–1844          | aus St. Veit, 1691 Ritter 1698 Landstand                                                                                          | |        |
| Jenison                                | Gf; ?–                 | engl. Uradel, 1790 Grafen | Franz Oliver von Jenison-Walworth |        |
| Jessernigg von                         | Ri; 1875–?             | Klagenfurter Bürger; 1875 Ritter                                                                                                  | Gabriel von Jessernig |        |
| Illitzstein                            | 1771–                  | Kaufleute; Illitsch 1771 Adel mit „von Illitzstein“                                                                               | Andre Gregor Illitsch |        |
| Jöchlinger von Jochenstein/Johannstein | Frh; 1337–1855         | aus Oberöst.?, 1590 Adelbest., 1634 Frh; 1636 Landstand; Frh von Pfanberg                                                         | Dominik Jöchlinger, Landvizthum |        |
| Josch                                  | Ri; 1855–              | niederöst. Familie, 1855 Ritter                                                                                                   | Dr. Josef Josch, Gerichtsarzt, Botaniker (* 1845, † 1933 in Klagenfurt), Dr. Eduard Josch, Kanzleidirektor der Akademie der bildenden Künste in Wien |        |
| Justenberg                             | 1756–                  | 1756 Adel | Thomas Just von Justenberg |        |
|                                        |                        | | |        |

## K
| Name                               | Stand, Titel, Zeitraum | Stammsitz/Ursprung Gebiet | Persönlichkeiten Anmerkungen                                                                       | Wappen |
|                                    |                        | | |        |
| Kaiserstein                        | Frh, Gf; 1608–?        | aus Deutschland; 1608 Adel mit von Kaiserstein, 1665 Frh, 1697 Grafen; 1733 Landstand; Linien in Öst. und Böhmen meist erloschen                           | Johann Paul von Kaiserstein                                                                        |        |
| Kalchberg Kalchegger von Kalchberg | Ri; 1760–1680/90?      | aus der Stmk; 1760 Adel mit von Kalchberg, 1850 Frh | Joseph Erhard Kalchegger, Johann Ritter von Kalchberg                                              |        |
| Károlyi                            | Gf; ~1540–?            | aus Ungarn, um 1540 schon als adelig angesehen, 1594 Adelsbest., 1712 ungar. Grafen                                                                        | |        |
| Khevenhüller-Metsch                | Gf, Fü; 1396–heute?    | Burg Landskron, aus Bayern, Kärntner Geschlecht; 1566 Frh, 1593 Gf, 1763 Fürsten (für Khevenhüller-Metsch), mehrere Linien; Erblandstallmeister in Kärnten | Georg von Khevenhüller, Sigmund Friedrich von Khevenhüller Johann Joseph von Khevenhüller-Metsch   |        |
| Kuenburg Khünburg                  | Gf; 12. Jh–?           | Burgruine Khünburg, Kärntner Uradel, um 1600 Frh, 1665 Grafen;                                                                                             | zehn Bischöfe z. B. Polykarp von Kuenburg                                                          |        |
| Kiesewetter                        | ?/1801–                | Schles. Uradel, 1801 Adelsbest., 1843 Edel von | Raphael Georg Kiesewetter, Julius Kiesewetter General                                              |        |
| Kleinmayr                          | 1787–?                 | Buchdrucker, 1787 Edler von | Josef Ignaz von Kleinmayr                                                                          |        |
| Knapitsch Knappitsch               | 1775–?                 | nobil. Beamte, 1775 Edler von, | Franz Knapitsch                                                                                    |        |
| Kolb                               | Ri; 1870–              | nobil. Beamte, 1870 Ritter | Johann Baptist von Kolb (1806–?); mehrere Familien Kolb                                            |        |
| Kometer                            | Frh; 1584–?            | aus der Untersteiermark; 1584 Adel, 1626 Ritter und Wappenbesserung, 1670 Frh; 1607 Landstand                                                              | die Familie verarmte im 18. Jhdt; Nachkommen gelang 1848 die Wiedererlangung des Freiherrenstandes |        |
| Kulmer zum Rosenbühel              | Frh; 14. Jh?–1809?     | seit langem in Kärnten ansässig, mehrere Kulmer seit 1529 genannt; 1654 Frh; Kärntner Linie 1809 erloschen                                                 | mehrere Kulmer lebten in dem Raum Kärnten, Stmk; die kroatischen K. wurden sogar Grafen            |        |
| Kunewald siehe Schindler           |                        | | |        |
|                                    |                        | | |        |

## L
| Name                                      | Stand, Titel, Zeitraum | Stammsitz/Ursprung Gebiet | Persönlichkeiten Anmerkungen                                                 | Wappen |
|                                           |                        | |                                                                              |        |
| La Motte-Frintropp                        | 1657–?                 | 1657 Adelsbestätt., | Peter Anton Lamothe, Johann Wenzel Lamotte-Fr., Kreishauptmann v. Königgrätz |        |
| Lang                                      | Frh; 1851–?            | Soldaten; 1851 Adel, 1860 Frh | Hieronimus und Adolf Lang, Generale                                          |        |
| Lang von Waldthurn                        | 1837–?                 | Soldat aus Bayern; 1837 Adel | Balthasar Lang Edler von Waldthurn                                           |        |
| Lanner                                    | ?                      | Bozner Patrizier; | Thaddäus Lanner, Besitzer von Krumpendorf und Schloss Drasing                |        |
| Leclair                                   | 1845–?                 | nobil. Soldat, 1845 Adel mit Edler von                                                                                                  |                                                                              |        |
| Leitner von Leitentreu                    | 1827–?                 | nobil. Soldat, 1827 Adel mit „von Leitentreu“                                                                                           | Ignaz Leitner; viele weiter adelige Leitner                                  |        |
| Liebetrau von Maixdorff                   | 1778–heute?            | nobil. Soldat; 1778 Adel |                                                                              |        |
| Liechtenstein                             | Fü; 1136–heute         | |                                                                              |        |
| Lilienberg siehe Abele                    |                        | |                                                                              |        |
| Lindenpichl und Lindenbüchel siehe Rainer |                        | |                                                                              |        |
| Litzelhofen                               | Frh; 17. Jh–1888?      | Litzlhof (Gemeinde Lendorf), Kärntner Familie, Salzburger Vasallen, 1656 als adelig angesehen, 1708 öst. Adel, 1859 Frh; 1716 Landstand |                                                                              |        |
| Lodron                                    | Frh, Gf; 11. Jh–?      | alte Trientiner Familie | Paris von Lodron, Kaspar von Lodron-Laterano                                 |        |
| Longo von Liebenstein                     | Frh; ?/1803–?          | altes Tiroler Geschlecht; 1803 Frh; 1802 Landstand                                                                                      | Anton von Longo-Liebenstein                                                  |        |
| Luschan                                   | Ri; 1855–?             | nobil. Beamte; 1855 Ritter | Felix von Luschan                                                            |        |
| Luschin                                   | Ri; 1851–?             | nobil. Beamte; 1851 Ritter | die Luschin von Ebengreuth sind nicht verwandt                               |        |
|                                           |                        | |                                                                              |        |

## M
| Name                      | Stand, Titel, Zeitraum | Stammsitz/Ursprung Gebiet | Persönlichkeiten Anmerkungen                                                                                             | Wappen |
|                           |                        | | |        |
| Mandorff Mandorfer        | Frh; 1214/1265–heute   | Kärntner Uradel; 1644 Frh; früh im Landstand; gingen als Protestanten weg aus Kärnten                                                             | Ferdinand Manndorff |        |
| Manner                    | Ri; 1627–?             | aus Niederöst.; 1627 Adel, 1782 Ritter mit Edler von; 1825 Landstand                                                                              | die bekannten Süßwarenfabrikanten sind nicht verwandt                                                                    |        |
| Mathis von Treustadt      | 1822–?                 | nobil. Beamter; 1822 Adel mit Edler von Treustadt                                                                                                 | Johann Martin Mathis |        |
| Mautenau siehe Benedict   |                        | | |        |
| May de Madys              | Baron; 15. Jh–heute?   | Berner Patrizier; | Eduard May Schoeftland, neuhaus                                                                                          |        |
| Mayr von Mellnhof         | Frh; um 1860–heute     | nobil. Industrielle, 1859 (oder 1861/1862?) Adel mit Edler von Mellnhof, 1872 Frh; heute Forstbesitzer und Holzindustrielle (Mayr-Melnhof Karton) | Franz Mayr von Melnhof (Industrieller, 1810), Marianne Sayn-Wittgenstein-Sayn geb. Mayr-Melnhof, bekannt als „Mamarazza“ |        |
| Menninger von Lerchenthal | 1755–?                 | nobil. Beamte; 1755 Adel mit von Lerchenthal | Erich Menninger-Lerchenthal, nicht verwandt mit weiteren Menninger und Menningen                                         |        |
| Metnitz                   | 12. Jh–heute?          | Kärntner Uradel; viele emigrierten als Protestanten                                                                                               | Gustav von Metnitz, Josef von Metnitz                                                                                    |        |
| Metsch siehe Khevenhüller |                        | | |        |
| Millesi                   | Ri; 1769–?             | aus Italien; 1769 Adel, 1778 Ritter und Landstand                                                                                                 | Mathias Millesi, keine Verwandtschaft zu ital. Grafen Milesi                                                             |        |
| Mörisch                   | ?                      | aus Polen in die Stmk | Gutsbesitzer in Ktn, Tangern bei Seeboden (Millstättersee)                                                               |        |
| Moro                      | Ri; 1816–?             | Stift Viktring; nobil. Tuchfabrikanten; 1816 Adel und Landstand, 1819 Ritter                                                                      | Christoph und Johann Moro, Caroline von Moro geb. Rainer, Hugo Moro bürgerlich gebliebener naher Verwandter?             |        |
| Moser von Lanzenhoven     | 1645–?                 | 1645 Ortenburgischer Adel, 1653 Reichsadel mit von Lanzenhoven; 1655 Landstand                                                                    | Peter Moser; weitere adelige Moser in Kärnten (von Mosenau, von Rosenfeldt), unklare Verwandtschaft                      |        |
| Muil von Melag            | Ri; 1667–?             | Tiroler Familie, 1527 Wappenbrief, 1667 rittermäßiger Adel, 1810 Landstand                                                                        | Melag zu Berg (Weiler bei Graun im Vintschgau)                                                                           |        |
| Münch-Bellinghausen       | Frh; 1580–             | Kurtrier Familie; 1580 Adel, 1745 R.Frh, | Franz von Münch-Bellinghausen                                                                                            |        |
|                           |                        | | |        |

## N
| Name       | Stand, Titel, Zeitraum | Stammsitz/Ursprung Gebiet       | Persönlichkeiten Anmerkungen | Wappen |
|            |                        |                                 |                              |        |
| Neugebauer | Frh; ?                 | 1764 Frh; 1782 Landstand        | Franz Ludwig Neugebauer, FML |        |
| Neustein   | 1787–?                 | Industrielle; 1787 Adel mit von |                              |        |
|            |                        |                                 |                              |        |

## O
| Name                   | Stand, Titel, Zeitraum | Stammsitz/Ursprung Gebiet                                                                                     | Persönlichkeiten Anmerkungen                 | Wappen |
|                        |                        | |                                              |        |
| Orsini siehe Rosenberg |                        | |                                              |        |
| Ortenburg              | Gf; ~1100–1418         | Ruine Ortenburg ; reiches Grafengeschlecht unbekannter Herkunft; die Spanheimer-Ortenburg sind nicht verwandt | Hermann von Ortenburg, Ulrich von Ortenburg, |        |
|                        |                        | |                                              |        |

## P
| Name                                    | Stand, Titel, Zeitraum | Stammsitz/Ursprung Gebiet                                              | Persönlichkeiten Anmerkungen                                          | Wappen |
|                                         |                        |                                                                        |                                                                       |        |
| Pacher                                  |                        |                                                                        |                                                                       |        |
| Panz                                    | Ri; 1624–?             | Gewerke? aus der Stmk; 1622 Wappenbrief, 1624 Adel                     | Adolf Panz, Abgeordneter in Kärntner Landtag                          |        |
| Pasetti von Friedenburg                 | Frh; 1854–?            | nobil. Techniker/Beamte, 1854 Ritter von Friedenburg, 1867 Frh         | Florian von Pasetti, Otto von Pasetti-Friedenburg                     |        |
| Paumgartten Paumgartner von Paumgartten | Frh; 1659–heute?       | Steir. Geschlecht; 1659 Ritter, 1822 Frh                               | Johann Baptist von Paumgartten, Franz Xaver von Paumgartten           |        |
| Paungarten                              | Frh; 16. Jh/1731–?     | aus Bayern, 1731 Frh;                                                  | Anton Joseph Paungarten zu Deutenkofen                                |        |
| Pechmann von Magvetz                    | ?                      | aus Bayern/Böhmen, von Magwitz                                         | nicht diese Pechmann                                                  |        |
| Perghofer                               | 1783–?                 | 1783 Adel mit Edler von, später ist die Familie verarmt                | Kaufmann und Fabrikant Anton P. Nachkommen in Villach                 |        |
| Pilgram                                 | Frh; 1787–             | nobil. Beamte; 1787 Adel, 1840 Frh; die bayer. Linie ist nahe verwandt |                                                                       |        |
| Pirkenau Pircker von Pirkenau           | Ri; 1734–              | Schloss Ehrenbichl; 1734 Adel mit Edler von Pirkenau, 1770 Landstand   | Benedikt Pirker; Johann Georg Edler von Pirkenau                      |        |
| Pitreich                                | Ri; 1769–?             | nobil. Beamte; 1769 Adel mit Edler von, 1791 Ritter; 1790 Landstand    | Heinrich von Pitreich                                                 |        |
| Plappert von Schlüsselthal              | 1728–?                 | nobil. Beamte; 1728 Adel mit von Schlüsselthal                         | weiter adelige Plappert (von Frauenberg, von Leenheer) nicht verwandt |        |
| Platzer                                 | Ri; 1734               | 1734 Adel                                                              | Schloss Ehrenbichl; weitere nicht Verwandte                           |        |
| Pobeheim                                | Ri; 1808–109?          | nobil. Gewerke; 1808 Ritter mit Edler von; 1808 Landstand              | besaß Burg Treffen                                                    |        |
| Porcia                                  | Fü; 13. Jh?–1809?      | Ruine Ortenburg, aus Friaul; 1662 Fürsten; 1702 Landstand              | Johann Ferdinand von Porcia                                           |        |
| Preinberger                             | 1609?–?                | 1609 Landstand, als Protestanten 1629 ausgewandert                     | genannt in Pilgersdorf                                                |        |
| Puggelsheim Pugkhel                     | 1673–?                 | nobil. Beamte; 1673 Adel mit von Puggelsheim                           |                                                                       |        |
|                                         |                        |                                                                        |                                                                       |        |

## R
| Name                                              | Stand, Titel, Zeitraum   | Stammsitz/Ursprung Gebiet | Persönlichkeiten Anmerkungen                                                                                                  | Wappen |
|                                                   |                          | | |        |
| Rainer von Harbach                                | Ri; 1755–?               | Schloss Harbach, nobil. Beamte; 1755 Adel, 1790 Ritter und Landstand                                                                                   | Josef Rainer von Harbach, Victor Rainer-Harbach, Johann Rainer, Industrieller                                                 |        |
| Rainer von Lindenbüchel/Lindenpichl Rainersberg   | Ri; 1592–?               | 1592 Adel mit von Lindenpichl, 1852 Ritter; 1605 Landstand                                                                                             | Karl Rainer von Lindenbüchel FML; gibt noch weitere Rainer, die steir. R von Hochrain haben ähnliches Wappen                  |        |
| Ras Herren von Ras *                              | Mi, Hr; um 1150–vor 1300 | Burg Ras, Burgruine Rosegg; Adel im Rosental; verwandt mit den Finkensteinern                                                                          | Almerich Grafendorfer?? |        |
| Rauschenfels Rauscher von Rauschenfels            | Ri; 1711–?               | stammen von den Rauscher ab (siehe nächste); 1711 Adel mit von Rauschenfels, verarmten dann und gingen aus Kärnten weg                                 | Franz Ferdinand Rauscher von Rauschenfels; Anton Rauschenfels Schriftsteller                                                  |        |
| Rauscher Rauscher von Stainberg                   | 1645–?                   | Gewerken; 1645 Adel | Ernst Rauscher von Stainberg                                                                                                  |        |
| Rechbach Rechpach auf Mederndorf (selten Rehbach) | Frh; 12. Jh–?            | Schloss Möderndorf (Hermagor), Bürger aus Tarvis; mussten als Protestanten schon vor 1600 emigrieren, 1622 Adel, 1670/1700 Frh                         | Joseph Freiherr von Rechbach, FML                                                                                             |        |
| Regatschnigg von Pernau                           | Gf; 1712–19. Jh?         | Hammerwerkbesitzer, 1712 Adel mit Edle von | Georg Thomas Reg. |        |
| Reichenbach                                       | Ri; 1869–?               | nobil. Beamter; 1869 Adel, hatte keine männlichen Nachkommen                                                                                           | |        |
| Reyer                                             | Frh; 1826–?              | Schloss Krastowitz, Gewerken aus Malborghet, nobil. Industrieller; 1826 Adel, 1833 Ritter, 1859 Frh; 1836 Landstand                                    | Franz Thaddäus von Reyer |        |
| Rezzonico siehe Widmann                           |                          | | |        |
| Rilke von Rüliken                                 | Ri; 1873–                | nobil. Beamter, 1873 Ritter | die Rielko/Rülkho waren Kärntner und steir. Adel bis ins 17. Jh.                                                              |        |
| Ritter von Záhony                                 | Frh; 1830–?              | Familie aus Frankfurt a. M., nobil. Großhändler; 1830 ungar. Adel mit „von Záhony“, 1855 Ritter, 1869 Frh; 1607 Landstand                              | Johann Christoph Ritter, Hektor Ritter von Záhony                                                                             |        |
| Rohrau Rohr von Rohrau                            | 1671–heute               | Oberkärntner Familie; 1671 päpstl. Adel, 1674 Adelsbestätigung als Ritter                                                                              | Christoph Rohr von Rohrau |        |
| Rosenberg Orsini-Rosenberg                        | Fü, Gf; (13. Jh)–heute   | Schloss Grafenstein, steirischer Uradel; Nebenlinie der edelfreien von dem Graben, 1633 Frh Rosenberger von Rosenberg, 1648 Grafen, 1790 Reichsfürsten | Johann Andreas von Rosenberg; Franz Andrä, Wolfgang Sigismund und Vinzenz von Orsini-Rosenberg, Landeshauptmänner von Kärnten |        |
| Rossbach Rossbacher                               | 1620?–?                  | 1620 Adel? | namensgleiches Tiroler Geschlecht erloschen                                                                                   |        |
| Rosthorn                                          | 1789–heute?              | Industrielle aus England, 1789 Adel mit Edler von | Matthäus von Rosthorn der Ältere, Josef von Rosthorn                                                                          |        |
|                                                   |                          | | |        |

## S
| Name                                    | Stand, Titel, Zeitraum | Stammsitz/Ursprung Gebiet | Persönlichkeiten Anmerkungen | Wappen |
|                                         |                        | | |        |
| Saffran zu Pfannberg *                  | Frh; (16. Jh?)/1711–?  | Schwaiger aus dem Bodental; 1711 Ritter mit Edler von, 1739 Frh; 1739 Landstand | Franz Anton von Saffran (Safron)                                                                                                |        |
| Scheidlin                               | ?                      | aus der Schweiz, Augsburger Bürger; 1587 Wappen | |        |
| Schenken von Osterwitz *                | Mi; um 1210–15. Jh?    | Burg Hochosterwitz, Kärntner Ministeriale; ab 1362 Osterwitz nur mehr als Lehen, 1478 Lehen verloren, dann Abstieg                                                                          | Ullrich III. Schenken von Osterwitz, 1414 bis 1429 Hauptmann der Krain                                                          |        |
| Scheuchenstuel                          | Frh, Gf; 1579–?        | bayer. Gewerken; 1579 Adel, 1854 Ritter, 1856 Frh, 1918 Grafen | Carl von Scheuchenstuel, Viktor von Scheuchenstuel                                                                              |        |
| Schindler von Kunewald                  | 1858–?                 | mährischer Gutsbesitzer; 1858 Adel | Friedrich Emil Schindler (* 1809) aus Kunín                                                                                     |        |
| Schludermann                            | (Ri); 1643–heute?      | Schloss Riedenegg Kärntner Geschlecht; 1643 Kärntner Adel, 1837 Adelsbestätigung | Ignaz Loyola von Schludermann, Bezirksrichter in Arnoldstein                                                                    |        |
| Schluetenberg Schluet von Schluetenberg | 1823–?                 | nobil. Beamte, 1823 Adel mit Edler von, ab 1870 „Edler von Schluetenberg“ (ohne Schluet) | Mathias Schluet |        |
| Schluga von Rastenfeld                  | Frh; 1666–             | Schloss Rastenfeld, nobil. Kaufmann; 1595 Wappen, 1666 Adel, 1715 Ritter, 1774 Frh; 1749 Landstand                                                                                          | Franz Schluga von Rastenfeld, Landtagspräsident                                                                                 |        |
| Schneeweiß *                            | Hr, Frh; um 1325–?     | Kärntner Uradel; 1519 Wappenbestätigung, Schneeweiß bis 1591 Besitzer der Herrschaft Arnoldstein, der protestantische Teil musste emigrieren, 1700 Frh für den kath. Zweig in Ö             | Maria III. Magdalena von Schneeweiß, 1620 bis 1657 und Magdalena II. von 1693 bis 1715 Äbtissin des Klosters Nonnberg           |        |
| Schreibern                              | ?                      | aus Gmünd, Adel eher zweifelhaft? | Georg von Schreiber, Maler und Vergolder; Johann Georg von Schreibern                                                           |        |
| Schulheim Zaudiel von Schulheim         | 1778–?                 | mährische Familie; 1778 Adel, 1864 „von Schulheim“ (allein) | Ignaz Heinrich Zaudiel von Schulheim, Joseph von Schulheim                                                                      |        |
| Schwerenfeld Schwerer von Schwerenfeld  | ; 1768–                | Schloss Frauenstein (Kärnten), Papierindustrielle; 1768 Adel, ein Zweig waren Militärs in Wien                                                                                              | Johann Kaspar Schwörer, Johanna schenkte der Stadt das Gebäude des heutigen Museum Sankt Veit an der Glan                       |        |
| Scio                                    | ; 1769–?               | Adel aus Catania; 1769 Adelsbestätigung | Anton von Scio |        |
| Sedlnitzky siehe Widmann                |                        | | |        |
| Seenuss Senusch von Freudenberg         | Frh; 1538–?            | Krainer Geschlecht, Villacher Bürger; 1538 Reichs- und erbländ. Adel, 1656 Frh, mussten als Protestanten emigrieren. die Villacher Linie erlosch um 1650, die Tarviser Linie bestand länger | Epitaph in St. Jakob (Villach); Karl Freiherr Seenuß von Freudenberg (2 versch., ein Generalfeldwachtmeister, ein Generalmajor) |        |
| Sessler Seßler                          | Frh; (1844)/1866–?     | steir. Gewerken, Militärs; (1844 Adel für die Herzinger), 1866 Ritter mit „von Herzinger“, 1869 Frh von Sessler-Herzinger                                                                   | Josef Seßler, Viktor Seßler Freiherr von Herzinger                                                                              |        |
| Sichl von Oberburg                      | 1586–?                 | steirische Familie; 1586 Adel, 1648 Landstand | Gut bei St. Veit |        |
| Silbernagl Huebmerhofer von Silbernagl  | Frh; 1738–?            | nobil. Eisengewerke; 1738 Adel, 1811 Frh; 1810 Landstand | Johann Martin Huebmerhoffer, Josef Joachim Huebmerhofer 1790 Ritter mit „von Sonnenberg“, 1792 Landstand                        |        |
| Socher                                  | 1662–?                 | Oberkärntner Landrichter; 1662 Adel, 1820 Adelsbest. | |        |
| Somssich von Saárd                      | Gf; ?–heute?           | Kroatisches Geschlecht; 1716 Adelsbestätigung, 1813 ungar. Grafen | |        |
| Spanheimer * Sponheimer                 | Hz, Gf; 1065–um 1280   | Rheinfränkisches Adel; um 1050 Besitz in Kärnten, 1122 bis 1279 Herzoge von Kärnten; Nebenlinien sind die Ortenburg und die Sayn-Wittgenstein                                               | Heinrich IV. (Kärnten), Ulrich III. (Kärnten)                                                                                   |        |
| Spinette                                | Frh; 1818?–            | 1818 Ritter, 1841 Frh | Johann Baptist Spinette FML |        |
| Stahlberg Holl von Stahlberg            | 1785–?                 | nobil. Beamte; 1785 Adel | Georg Holl von Stahlberg, Karl Anton Holl von Stahlberg                                                                         |        |
| Stainern Stainer von Stainern           | 1719–?                 | nobil. Beamte; 1719 Adel; Besitz bei Albeck | weitere Stainer/Stayner in Kärnten                                                                                              |        |
| Staudach                                | Frh; –?                | Kärntner Uradel; 1659 Frh / 2 Linien (zu Weilern, zu Rothenturn) | Afra von Staudach |        |
| Steffn                                  | 1825–                  | steir. Bürger; 1825 Adel mit Edler von | Johann Michael Steffn, 1795–99 Bürgermeister von Graz                                                                           |        |
| Steinberg Stainer von Steinberg         | Ri; 1736–              | Gewerkenhaus Unterloibl; 1736 Adel mit Edler von Steinberg | Jakob Christoph Stainer |        |
| Steindorf Steindorfer von Steindorf     | 1730–?                 | ; 1730 Adel | Joseph Ferdinand Steindorfer von Steindorf, General                                                                             |        |
| Stenitzer                               | Ri; 1803–?             | nobil. Beamte; 1803 Adel, 1874 Ritter; 1815 Landstand | Gottfried Michael Franz von Stenitzer / Windhof bei Wolfsberg                                                                   |        |
| Sternbach Wenzel von Sternbach          | Frh; 1666–heute        | Tiroler Geschlecht; 1664 Adel, 1698/1700 Frh; 1693 Landstand | |        |
| Sternberg Grafen von Sternberg          | Gf; um 1250–1330       | Burg Sternberg, Burg Landskron, Seitenlinie der Grafen von Heunburg | besaßen u. a. die Herrschaft Paternion / in rot drei (2,1) Sterne                                                               |        |
| Sterneck Daublebsky von Sterneck        | Frh; 1620–?            | Böhmischer Adel; 1355 Adel, 1620 Daublebsky von Sterneck, 1786/1866 Ritter, 1792/1812 Frh; 1821 Landstand                                                                                   | Joseph von Sterneck und Ehrenstein                                                                                              |        |
| Sternfeld                               | 1775–?                 | Gut Ottmanach; 1775 Adel mit Edler von Sternfeld, | Peter Joseph Tomanschger von Sternfeld                                                                                          |        |
| siehe Schindler                         |                        | | |        |
|                                         |                        | | |        |

## T
| Name                                   | Stand, Titel, Zeitraum | Stammsitz/Ursprung Gebiet                                                                       | Persönlichkeiten Anmerkungen                                          | Wappen |
|                                        |                        |                                                                                                 |                                                                       |        |
| Teuffenbach                            | Frh; um 1140–heute     | Schloss Lichtengraben, Steir. Uradel, 1547 Frh,                                                 | Rudolf von Tiefenbach                                                 |        |
| Thavonat von Tavon                     | Ri; 1560–?             | aus Thavon ; 1560 Adel, 1691/1727 Frh                                                           |                                                                       |        |
| Thurn Thurn und Valsassina             | Gf; 1200–heute         | Schloss Bleiburg, friaulisch-görzer Uradel; 1558 Frh, 1541/1572 Grafen; die Görzer Linie        | Heinrich Matthias von Thurn                                           |        |
| Tonazza                                | 1659–?                 | nobil. Beamte; 1659 Adel                                                                        | Nikolaus und Johann Bapt. Tonazza                                     |        |
| Torre siehe Thurn                      |                        |                                                                                                 |                                                                       |        |
| Traun Abensperg und Traun              | Gf; um 1200–heute      | Schloss Frauenstein, Oberöst. Uradel, 1653 Grafen                                               |                                                                       |        |
| Treuenfeld Kerschbaumer von Treuenfeld | 1775–?                 | nobil. Kaufmann; 1479 Wappen, 1775 Adel von Treyenfeld                                          | Johann Bapt. Kerschbaumer von Treuenfeld                              |        |
| Trink / Trinkl?                        | ?                      | 1613 Wappen für Andreas Trinkl / bei Tarvis                                                     | Andreas Trink aus dem Kanaltal, Herr von Ugovizza                     |        |
| Trixener * Herren von Trixen           | Mi; 12. Jh–um 1330?    | Ministeriale aus dem Trixnertal, dienten dem steier. Markgrafen, dem Stift Gurk oder in Kärnten | Konrad I. von Trixen, 1222–1237 Abt des Stiftes St. Paul im Lavanttal |        |
| Tschabuschnigg                         | Ri; 1715–?             | nobil. Beamte; 1666 Wappen, 1715 Adel, 1728 Reichsadel; 1763 Landstand                          | Adolf von Tschabuschnigg                                              |        |
|                                        |                        |                                                                                                 |                                                                       |        |

## V
| Name   | Stand, Titel, Zeitraum | Stammsitz/Ursprung Gebiet                         | Persönlichkeiten Anmerkungen | Wappen |
|        |                        |                                                   |                              |        |
| Verga  | Ri; 1783–              | nobil. Soldat; 1783 Adel                          | Carl de Verga                |        |
| Vest   | 1787–?                 | nobil. Arzt; 1787 Adel mit Edler von, 1866 Ritter | Lorenz Chrysanth von Vest    |        |
| Vicari | Ri; 1777–?             | aus Mailand?; 1777 Ritter                         | Johann Jakob von Vicari      |        |
|        |                        |                                                   |                              |        |

## W
| Name                           | Stand, Titel, Zeitraum | Stammsitz/Ursprung Gebiet | Persönlichkeiten Anmerkungen                                             | Wappen |
|                                |                        | |                                                                          |        |
| Wagensperg Wagen zu Wagensperg | Gf; ?                  | Schloss Wernberg, Steir. Uradel; 1602 Frh, 1625 Grafen; 1619 Erblandmarschallamt und Landstand                                                    | Franz Anton Adolph von Wagensperg                                        |        |
| Waldthurn siehe Lang           |                        | |                                                                          |        |
| Webenau Weber von Webenau      | 1818–heute?            | nobil. Beamter; 1818 Adel mit Edler von Webenau                                                                                                   | Viktor Weber von Webenau                                                 |        |
| Webern                         | ?                      | Edler von Webern; 1736 Landstand | Augustin Edler von Webern                                                |        |
| Weiss Weiss von Weissenheim    | ; 1805–heute?          | nobil. Soldat; 1805 Adel mit von Weissenheim | Simon Weiss von Weissenheim                                              |        |
| Weittenhiller                  | 1789–                  | nobil. Kaufmann; 1789 Adel mit Edler von | Moritz Maria Weittenhiller                                               |        |
| Wenger                         | 1606?–                 | 1606 Adel |                                                                          |        |
| Wertheim                       | Frh; 1863–?            | Schloss Himmelau (von 1875 bis 1884) nobil. Industrieller; 1863 Ritter, 1871 Frh                                                                  | Franz von Wertheim                                                       |        |
| Werzer von Glanau              | Ri; 1857–              | 1857 Ritter | Franz Gottfried Werzer von Glanau                                        |        |
| Wetzlar von Plankenstern       | Frh; 1777–?            | konvertierter jüdischer Geschäftsmann; 1777 Frh                                                                                                   | Karl Abraham Wetzlar von Plankenstern Friedrich von Wetzlar-Plankenstern |        |
| Widmann-Rezzonico              | Gf; 1614–?             | Schloss Paternion, venezianische Kaufleute; 1614 Adel, 1639 Frh, kauften die Grafschaft Ortenburg, ab 1640 Grafen, später verarmt; 1629 Landstand | Hans Widmann, Cristoforo Widmann; aus der ital. Linie Clemens XIII.      |        |
| Widmann-Sedlnitzky             | Gf; 1712–?             | nobil. Soldaten in Böhmen; 1712 ungar. Ritter, 1730 Frh, 1870 Grafen; 1732 Landstand                                                              |                                                                          |        |
| Wiesenbrunn siehe Kiesewetter  |                        | |                                                                          |        |
| Wiser von Ehrnhofen            | ; 1669–                | ; 1632 Wappen, 1669 Adel | nicht diese Wiser                                                        |        |
| Wolff                          | Ri; 1774–?             | 1774 Adel | Joseph Ferdinand von Wolff                                               |        |
| Wolfskron                      | Ri; –18                | nobil. Beamter; 1691 Ritter mit Edler von Wolffscron                                                                                              | Wulffstrigl 1449 Wappen, Johann Ludwig Wolffstrigel                      |        |
| Wucherer von Drasendorf        | Gf; 15. Jh?–1860?      | Schloss Drasendorf, Kärntner Uradel; 1463 Wappenbesserung, gingen als Protestanten nach D. nannten sich dort Willer; 1599 Landtag                 | Wucherer von Grub auch in der Stmk                                       |        |
| Wurmbrand Wurmbrand-Stuppach   | Gf; 1194–heute         | niederöst. Uradel; 1607 Frh, 1682 Grafen; 1609 Landstand                                                                                          | Franz Joseph von Wurmbrand und Melchior von Wurmbrand                    |        |
|                                |                        | |                                                                          |        |

## Z
| Name                  | Stand, Titel, Zeitraum | Stammsitz/Ursprung Gebiet | Persönlichkeiten Anmerkungen  | Wappen |
|                       |                        | |                               |        |
| Zeneggen Zenegg       | Ri; 1625–19. Jh?       | Bürger und Gewerken; 1577 Wappen, 1625 Adel mit zu Scharffenstein, die Linie in St. Veit war evangelisch, jene in Malborghet katholisch | Emerich Zenegg-Scharffenstein |        |
| Zinnenberg siehe Arco |                        | |                               |        |
|                       |                        | |                               |        |

## Erklärung
Erklärung zu den Spalten:
Name: gebräuchlichste Form, auch alternative Namensformen
Titel: höchste erlangte Adelstitel
Zeitraum: Zeitpunkt der Nobilitierung bis Erlöschen im Mannesstamm
Stammsitz: Stammsitz; Sitze, nach denen einzelne Linien benannt wurden, Sitze in Salzburg oder
Ursprung: Herkunft der Familie (und deren Tätigkeit)
Gebiet: Ort oder Gebiet, besonders wenn es mehrere gleichnamige Geschlechter gibt
Persönlichkeiten: wichtigste oder bekannteste Personen, bevorzugt mit Bezug zu Salzburg; Personenartikel, falls es keinen Artikel zum Geschlecht gibt
Anmerkungen: zusammenfassende Angaben
Erklärung zu sonstigen Angaben:
- keine Angabe oder unbekannt
? Fragezeichen bedeutet unsichere (Jahres)Angaben
~ ungefähr, ungefähre Zeitangabe
Fü Fürsten
Gf Reichsgraf(en), Graf(en)
Frh Freiherr(en)
Ri Ritter
Mi Ministeriale
Hr Herren
Abkürzungen
| nobil. | nobilitiert (geadelt)        |
| steir. | steirisch                    |
| bayer. | bayerisch                    |
| böhm.  | böhmisch                     |
| krain. | Krainer                      |
| ital.  | italienisch                  |
| erbl.  | erbländisch (siehe Erblande) |